# رافائل سوریانو

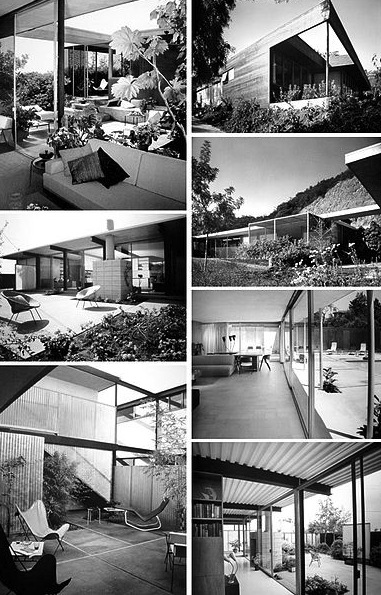
آثار رافائل سوریانو

رافائل سوریانو (انگلیسی: Raphael Soriano؛ ۱ اوت ۱۹۰۴ – ۲۱ ژوئیهٔ ۱۹۸۸) یک معمار اهل ایالات متحده آمریکا بود.
وی به عنوان یکی از معماران مشهور سبک بین‌المللی شناخته می‌شود.